# Black Canary
Black Canary är namnet på en superhjälte i DC Comics universum. Figuren skapades av Robert Kanigher och Carmine Infantino och gjorde sin debut i Flash Comics #86 i augusti 1947 som en av DC Comics tidigaste kvinnliga superhjältar (den första, Wonder Woman, introducerades 1941). Black Canary har varit verksam i såväl Justice Society of America som Justice League och var även den senares första kvinnliga ordförande.
Dinah Lance gjorde sin filmdebut i Birds of Prey, framställd av Jurnee Smollett-Bell.

## Historia
Från början var Black Canary alias för Dinah Drake vars bana som brottsbekämpare började i Gotham Citys undre värld. Drake trädde snart fram som en mer utpräglad hjältinna och fortsatte att verka i Gotham tillsammans med sin fästman, polisen Larry Lance. Hon besatt inga superkrafter men var en skicklig slagskämpe och en framgångsrik infiltratör. I senare äventyr var Drake medlem i Justice Society of America. 
En ny Black Canary trädde fram i slutet av 1960-talet i form av Dinah Lance. Lance var mer av en utpräglad superhjälte och hade även en övermänsklig egenskap i form av att kunna ge ifrån sig ett kraftigt skri (Canary Cry). De flesta äventyr under den sena Silver Age-perioden och senare kretsar kring Dinah Lance men Drake förekom regelbundet i andra berättelser, ibland i tillbakablickar men desto oftare i handlingen på Jord-2 där de flesta av DC:s figurer från Golden Age-eran huserade från mitten av 60-talet. I senare berättelser avslöjades att Dinah Lance i själva verket var dotter till Dinah Drake och Larry Lance. 

Efter Crisis on Infinite Earths (1985-1986) reviderades båda karaktärernas historia men förblev mor och dotter, med Dinah Lance som den nuvarande Black Canary och Dinah Drake (nu pensionerad) som en av de ursprungliga medlemmarna i Justice League of America sedan Wonder Woman strukits från kronologin efter Crisis. Dinah Drake gick bort i cancer i Secret Origins Vol 2 #50 i augusti 1990, där även Black Canarys moderna historia förklarades.
Under den moderna eran blev Black Canary en av de första medlemmarna av Justice League of America och senare även dess förgrening Justice League International. För en tid var hon ordförande i JLA, den första kvinnan att ha rollen.
Bland den breda publiken förknippas Dinah Lance främst med sin medverkan i Birds of Prey från det sena 1990-talet och framåt men även som fästmö och maka till Green Arrow. De båda hade ett långt och ofta stormigt förhållande som kantades av tragedier, men bröllopet i november 2007 blev en stor händelse bland såväl fans som DC:s övriga superhjältar. Förlovningen och bröllopet resulterade i en crossover under hösten och vintern 2007, något som tidigare enbart hade förärats Stålmannen och Lois Lane.
Efter DC Comics reboot i Flashpoint (2011) återställdes Black Canarys historia på nytt. Den nuvarande karaktären bygger på den tidigare Dinah Lance. I den nya kronologin heter hon Dinah Drake-Lance och är ledare för Birds of Prey efter att från början ha tillhört den hemliga organisationen Team 7 under täcknamnet Canary. Hennes namn som superhjälte förklaras däremot ha uppkommit efter tiden i Team 7 medan hon arbetade undercover i Pingvinens organisation.

### Webreferenser
- Black Canary on DC Wikia
- ComicVine: Black Canary
- JSA Fact File: Black Canary I